# Тріалетський хребет
Тріалеті (груз. თრიალეთი, англ. trialeti) — тріалетський гірський хребет, гориста місцевість в центрально-південній Грузії. Простягається на захід від Тбілісі до Боржомі вздовж правого берега Кури. Хребет, утворений вулканогенними і флішевимі породами, слугує вододілом між басейнами річок середньої течії Кури і її притоки Храмі.

## Географічне розташування
Тріалетський гірський хребет є частиною Малого Кавказу — це східна половина Аджаро-Тріалетської гірської системи. Він простягається тягнеться в субширотному напрямку від Ахалцихскої улоговини до Тбілісі: східні відроги хребта сягають західних околиць Тбілісі, а на заході він простягається вздовж Мткварі (Кури) на південний-захід від Боржомі. Довжина гірської системи з заходу на схід становить 144 км, максимальна ширина — до 30 км. Гірські складки, що утворюють віялоподібну систему, розбиті скидами. Головний вододільний гребінь хребта увінчаний вершинами висотою до 2800 метрів. Найвищою точкою хребта є, розташована в західній частині масиву, гора Шавіклда (груз. ყარაყაია) — «чорна скеля», висота якої сягає 2850 метрів над рівнем моря.

## Геологія, клімат, рослинність
Тріалетський гірський ланцюг був утворений вулканічною активністю в період палеогену. Складний переважно тими ж вулканогенними і флішевимі породами, що і Месхетський хребет, що говорить про їх повий родинний зв'язок. У західній частині хребта часто зустрічаються молоді андезитові потоки вулканічної лави.
Найвища точка гірського масиву — гора Шавіклде (2850 м). Інші вершини — Саквелосмта (2803 м), Арджевані (2757 м), Даліцаварятаг (2708 м), Ортатаві (2513 м), Кенчакаро (2320 м), Кваджварі (2280 м). Магнітні аномалії західної частини хребта показують схилення від -16° до +40°. Є термальні джерела, особливо на північних схилах.
Хребет слугує великим вододілом. На схилах Тріалетських гір беруть початок річки Храмі, Гуджаретісцкалі, притоки Тедзамі, Алгеті, Дігмісцкалі, Вере.
Склад вулканічних і осадових порід, з яких складається Тріалетський хребет, сприяє розвитку ксерофітної рослинності. Крім того, до Тріалет в центрі підступають з півдня гірські плато Самсарського і Джавахетського хребтів, з суворим кліматом. Це сусідство вплинуло на клімат, і, відповідно, на характер рослинності різних частин Тріалетського хребта. Суцільні листяні (дубоів, грабові, букоів) і мішані (з ялиною і сосною) ліси ростуть лише на північних схилах гір. Південні схили заліснені лише частково, в західному і більше в східному закінченнях. У західному закінчення верхня межа лісу простягається до висоти 2000 метрів, в східному — до 1600 м. В західній, більш високій, частині, зустрічаються хвойні ліси з ялиці, сосни, ялини. На двох третинах в середині хребта лісу зовсім немає, схили вкриті зеленими альпійськими, а на південних схилах також субальпійськими луками. В лісах безліч дрібних озер. В нижній частині гір зима помірно холодна, літо тепле, тривале; у верхній частині зима холодна, літо тривале, помірно тепле.

## Охоронні об'єкти і пам'ятки

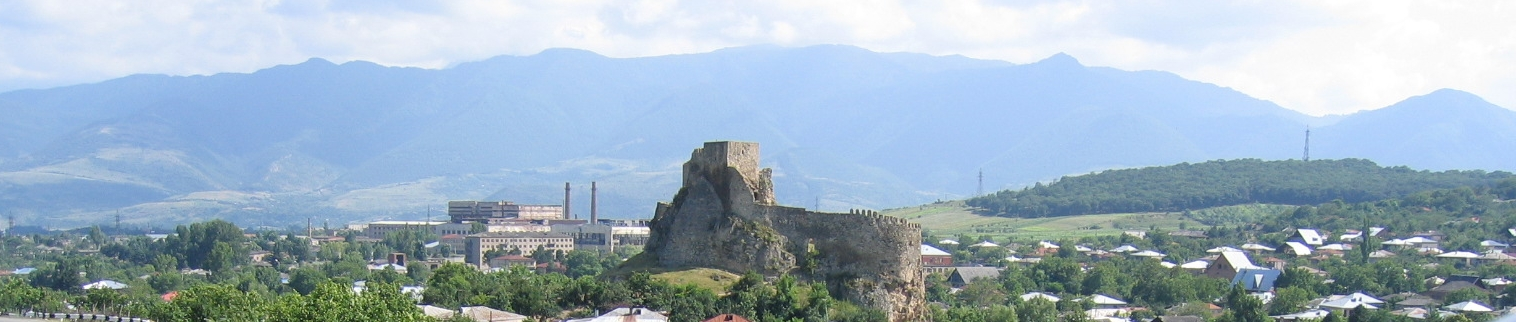
Сурамська фортеця XII ст. Вид на Тріалетські гори

На східних відрогах Тріалетського хребта, в ущелині річки Алгеті розташований Алгетскій заповідник. Заповідник заснований у 1965 році. Його загальна площа 6 тисяч гектарів. Тваринний світ заповідника — заєць-русак, вовчок сірий, борсук, закавказька лисиця, лісова і кам'яна куниці, ласиця, бурий ведмідь, лісовий кіт, кабан, кавказький олень, сарна, кавказька сарна, безоаровий козел; сойка, повзик червоногрудий, золотомушка жовточуба, сорокопуд чорнолобий, шишкар ялиновий, дрізд-омелюх. Рослинність — східна ялина, кавказька ялиця, зустрічаються дуб, східний бук, гостролистий клен, явір, осика, гірський ільм, кавказька груша. Схили Тріалетського хребта покриті густою субальпійською рослинністю.

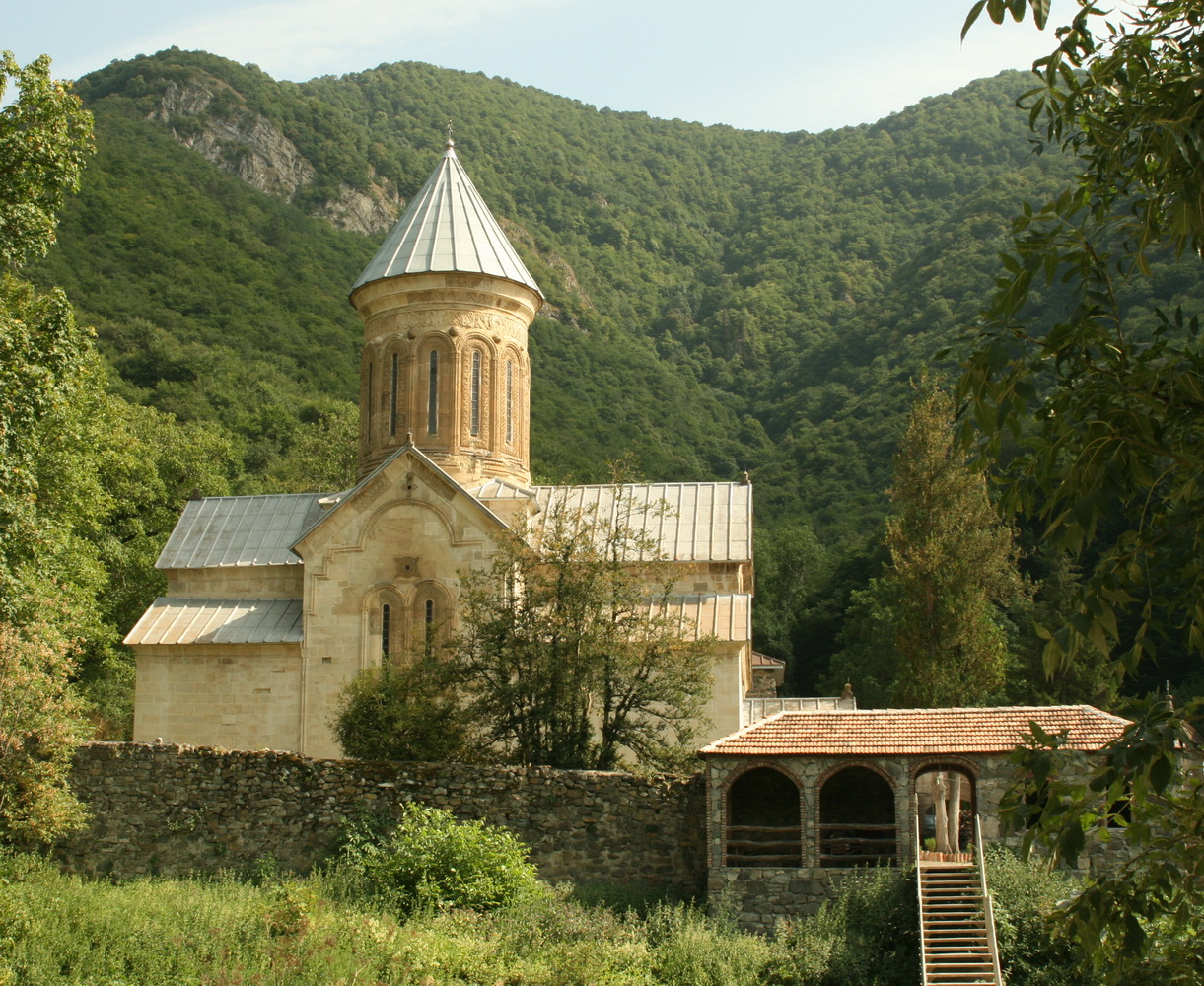
Монастир Кватахеві. Позаду — Тріалетські гори

У 55 кілометрах на захід від Тбілісі, в Шида Картлі, на північному схилі хребта, в кінці ущелини, зрізаної потоком, знаходиться грузинський православний монастирський комплекс Кватахеві. Монастир Успіння Богородиці, заснований в XII—XIII століттях, розташований поблизу села Кавтісхеві, захищений з трьох сторін крутими гірськими схилами.
На території Квемо Картлі, в ущелині річки Алгеті — фортеця Біртвісі. В історичних хроніках Біртвіська фортеця згадується з XI століття. Серед руїн фортеці є споруди як ранньофеодальної, так і пізньофеодальної епохи. Фортеця являє собою комплекс фортифікаційних споруд, при будівництві яких були використані природні особливості рельєфу — важкодоступні скельні гори з вузькими проходами між ними, що утворили важкопрохідні каньйони, через що Біртвісі вважалася неприступною.
На лінії головного хребта на висоті близько 2200 метрів над рівнем моря — руїни замку Клдекарі («Кам'яні Ворота»). У IX–XI століттях це була резиденція князів Багваші-Ліпарітіді, які контролювали всю Тріалеті, аж до Горі на півночі. А у 8 км від містечка Цалка, на південному березі Храмі — руїни фортеці Ткемліані.
На півдні Тріалетського хребта і Цалкінському плато у 1936—1940 роках була відкрита група археологічних пам'яток так званої тріалетської культури епохи середньої бронзи (початок 2-го тисячоліття до н. е.), до якої відносяться багаті поховання у великих курганах: ямні, без'ямні, з «похоронними залами».